# Onogur, Dobrici
Onogur (în bulgară Оногур, în română Sarânebi-Iurtluc) este un sat în comuna Tervel, regiunea Dobrici, Dobrogea de Sud, Bulgaria. 
Între anii 1913-1940 a făcut parte din plasa Curtbunar a județului Durostor, România.

## Demografie
Componența etnică a satului Onogur
     Romi (92,5%)
     Nicio identificare (0%)
     Altele (7,5%)
La recensământul din 2011, populația satului Onogur era de 40 locuitori. Din punct de vedere etnic, majoritatea locuitorilor (92,5%) erau romi. Pentru 0% din locuitori nu este cunoscută apartenența etnică.